# Tachikawa Ki-94
Tachikawa Ki-94 (яп. 立川 Ki-94 II) — проєкт висотного винищувача-перехоплювача Імперської армії Японії періоду Другої світової війни.

## Історія створення
В середині 1942 року командування ВПС Імперської армії Японії сформулювало технічне завдання на створення добре озброєного висотного винищувача. Літак мав діяти на висотах вище 10 км, мати максимальну швидкість до 800 км/г та максимальну дальність польоту до 3000 км. Проте незабаром японці усвідомили, що такі вимоги є нереалістичними, і умови завдання були переглянуті. Замовлення на розробку літака було видане фірмам Nakajima і Tachikawa.

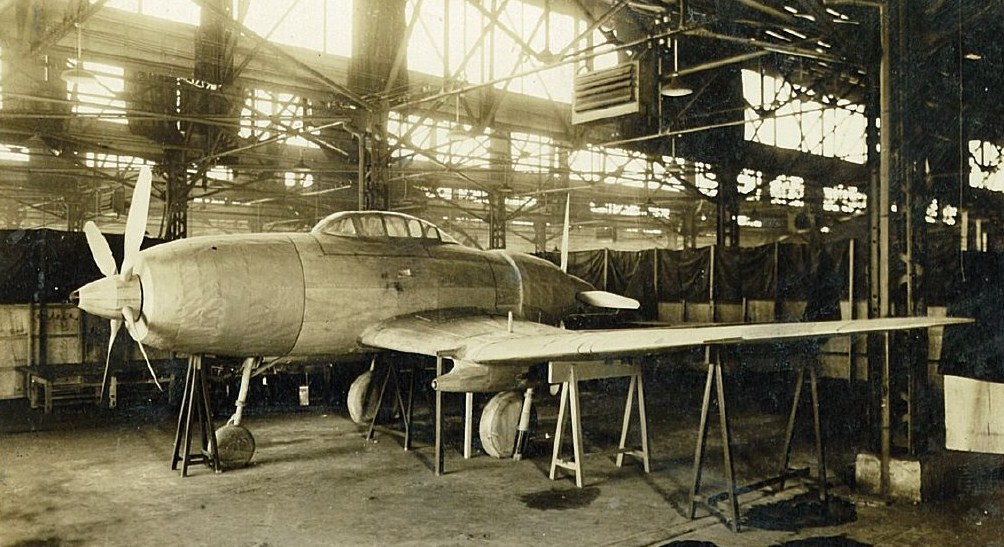
Ki-94-I

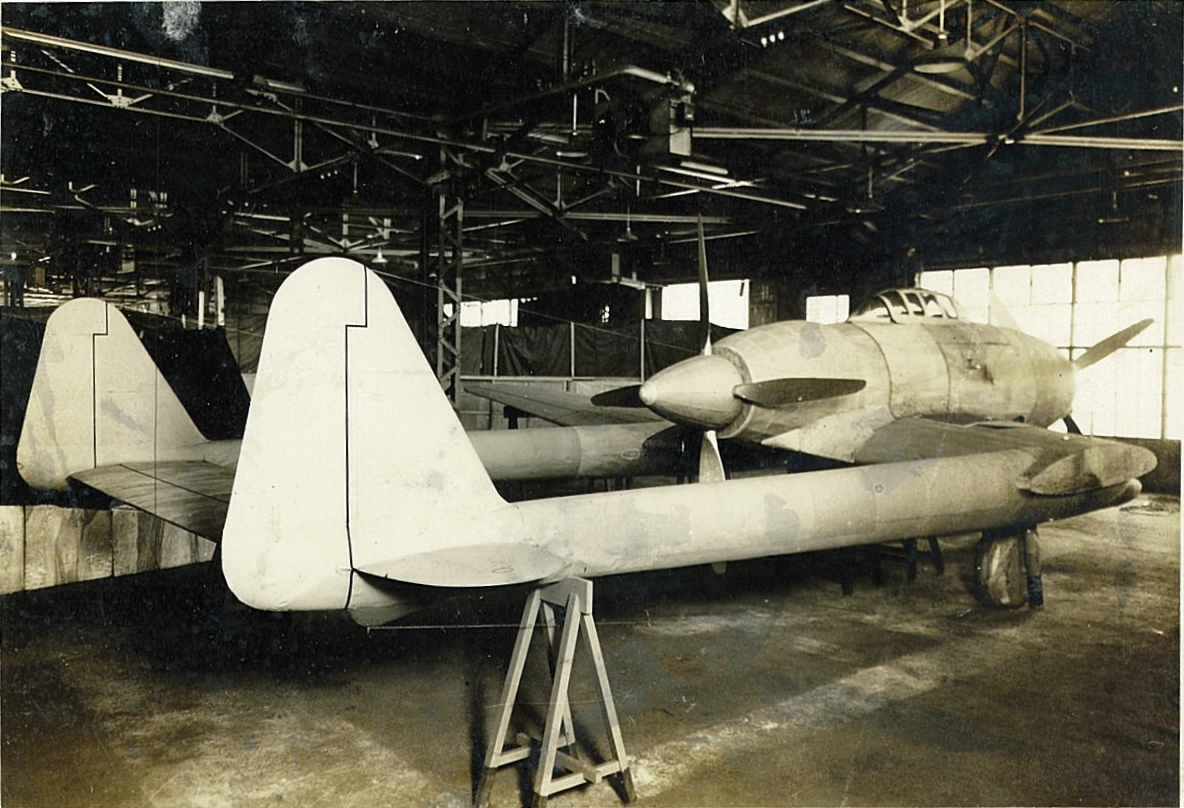
Ki-94-I. Вид з хвоста.

Літак, який розроблявся фірмою Tachikawa, отримав назву Ki-94. Це мав бути досить незвичний літак. Він мав мати двобалкове компонування, бути оснащеним двома двигунами Mitsubishi Ha-211 Ru потужністю 2200 к.с. кожен, мати 2 гвинти (один тягнув, інший штовхав літак), бути озброєним двома 37-мм гарматами Ho-203 та двома 30-мм гарматами Ho-105. Максимальна швидкість мала становити 780 км/г на висоті 10 000 м. Деревяний макет літака був готовий наприкінці 1943 року, але командування ВПС Імперської армії Японії вирішило, що літак буде занадто складним, а заявлені характеристики — занадто оптимістичними.
Незабаром конструктори запропонували інший варіант, який мав скласти конкуренцію літаку Nakajima Ki-87 — одномоторний одномісний перехоплювач звичайного компонування, з герметичною кабіною, оснащений двигуном Nakajima Ha219 (Ha-44-12) потужністю 2 461 к.с. Двигун мав мати турбокомпресор та вентилятор примусового охолодження. На літаку планувалось використовувати шестилопасний гвинт. Озброєння мало складатись з двох 30-мм гармат Ho-105 та двох 20-мм гармат Ho-5, розташованих в крилі. Ця пропозиція була прийнята, і командування ВПС замовило один літак для статичних випробувань, 3 дослідних та 18 передсерійних літаків.
Літак отримав назву Ki-94-II, натомість попередній проєкт був перейменований в Ki-94-I. Перший екземпляр Ki-94-II планувалось виготовити 20 липня 1945 року, але літак був виготовлений із затримкою у 2 тижні. На той момент шестилопасний гвинт ще не був готовий, і на літак встановили чотирилопасний гвинт. Перший політ був запланований на 18 серпня 1945 року, але через припинення бойових дій був скасований. Другий екземпляр літака на момент закінчення війни був у стадії складання.
Подальшим розвитком Ki-94 мав стати винищувач Ki-104, який теж залишився тільки в кресленнях.

## Тактико-технічні характеристики (Ki-94-II)

### Технічні характеристики
- Екіпаж: 1 чоловік
- Довжина: 12,00 м
- Висота: 4,65 м
- Розмах крила: 14,00 м
- Площа крила: 28,00 м ²
- Маса порожнього: 4 690 кг
- Маса спорядженого: 6 450 кг
- Навантаження на крило: 230.4 кг/м²
- Двигун: 1 х Nakajima Ha219 (Ha-44-12)
- Потужність: 2 461 к. с.
- Питома потужність: 2.6 кг/к.с.

### Льотні характеристики
- Максимальна швидкість: 712 км/г
- Крейсерська швидкість: 440 км/г
- Дальність польоту: 2 100 км
- Практична стеля: 14 680 м
- Швидкість підйому: на 10 000 м. за 17 хв. 38 с.

### Озброєння
- Гарматне:
  - 2 х 30-мм гармати Ho-155
  - 2 × 20-мм гармати Ho-5
- Бомбове:
  - 2 * 250-кг бомб
  - 1 x 500-кг бомба

## Модифікації
- Ki-94-I — двомоторний варіант, проєкт
- Ki-94-II — одномоторний варіант, проєкт
- Ki-104 — експериментальний винищувач, проєкт